# Aulandra longifolia
Aulandra longifolia är en tvåhjärtbladig växtart som beskrevs av Herman Johannes Lam. Aulandra longifolia ingår i släktet Aulandra och familjen Sapotaceae. Inga underarter finns listade i Catalogue of Life.